# Liliana Picciotto
Liliana Picciotto Fargion (Il Cairo, 1947) è una storica e saggista italiana, specializzata nello studio della storia degli ebrei in Italia nel periodo fascista e della Repubblica di Salò.

## Biografia
Nacque a Il Cairo da una famiglia ebrea sefardita espulsa dal Portogallo nel 1496 e quindi stabilitasi a Livorno. Immigrata a Milano agli inizi del Novecento, la famiglia si rifugiò in Egitto quando il fascismo rivelò il suo volto bellicista con la guerra civile spagnola. Tornò poi in Italia nel 1948.
Laureata in Scienze politiche presso l'Università degli Studi di Milano con una tesi sulla stampa ebraica in Italia, dal 1969 lavora presso il Centro di documentazione ebraica contemporanea (CDEC) di Milano, di cui è la direttrice dell'archivio storico.
La sua opera più importante è la ricerca sulla deportazione degli ebrei dall'Italia sfociata, nel 1991, nella pubblicazione del volume Il libro della memoria. Gli ebrei deportati dall'Italia. 1943-1945, contenente l'elenco quasi esaustivo degli ebrei deportati dall'Italia ai campi di sterminio. Questa ricerca, in continua evoluzione, ha ricevuto premi internazionali e riconoscimenti in molti paesi europei ed americani, nonché nello stato di Israele.
È autrice, insieme al collega Marcello Pezzetti, del film documentario Memoria, per la regia di Ruggero Gabbai, contenente le interviste ai superstiti Italiani della Shoah. Il documentario è stato selezionato ai Festival del Cinema di Berlino, Norimberga e Gerusalemme del 1997.
Sempre con Pezzetti, ha realizzato l'opera multimediale Destinazione Auschwitz. Viaggio nella fabbrica dello sterminio (2000), una vera e propria enciclopedia multimediale in CD-ROM sulla storia della Shoah, contenente migliaia di ricostruzioni multimediali, fotografiche e filmati della Shoah e della storia del campo di concentramento di Auschwitz.
È stata anche consulente storica per alcuni film sulla Shoah, tra i quali Jona che visse nella balena di Roberto Faenza del 1993, e il documentario di Rai 3 Per ignota destinazione del 1995.
È autrice di un centinaio di saggi e articoli pubblicati su riviste storiche specializzate quali Journal of Genocide anf Holocaust Studies e Yad Vashem Studies Annual. Ha scritto per il Corriere della Sera, Il Sole 24 Ore, Avvenire, Il Mattino di Napoli, Pagine Ebraiche e Bet Magazine.
Attualmente approfondisce la tematica dei "Giusti tra le nazioni" che nella Repubblica di Salò salvarono gli ebrei dallo sterminio. Nel 2006 i risultati della ricerca, non ancora conclusasi, furono pubblicati, per la Arnoldo Mondadori Editore, all'interno del volume I giusti d'Italia. I non ebrei che salvarono gli ebrei.

## Opere

### Saggi
- L'occupazione tedesca e gli ebrei di Roma, Roma-Milano, Carucci-C.D.E.C., 1989.
- L'immagine dell'ebreo nell'Italia degli Anni '80, in La Rassegna Mensile di Israel, n. 3, 1991.
- Il libro della memoria. Gli Ebrei deportati dall'Italia (1943-1945), Milano, Mursia, 1992, ISBN 978-88-4250-779-6. - nuova ed. aumentata, Milano, Mursia, 2002, ISBN 978-88-425-2964-4.
- Gli ebrei in provincia di Milano 1943-1945, Milano, Provincia di Milano e CDEC, 1992.
- Per ignota destinazione. Gli Ebrei sotto il nazismo, Collezione Le Scie, Milano, Mondadori, 1994, ISBN 978-88-043-7429-9.
- Saggi sull'ebraismo italiano del Novecento in onore di Luisella Mortara Ottolenghi, in La Rassegna Mensile di Israel, n. 1-2, 2003.
- L'alba ci colse come un tradimento. Gli ebrei nel campo di Fossoli 1943-1944, Collezione Le Scie, Milano, Mondadori, 2010, ISBN 978-88-045-8596-1.
- Salvarsi. Gli ebrei d'Italia sfuggiti alla Shoah. 1943-1945, Collana Storia, Torino, Einaudi, 2017, ISBN 978-88-584-2695-1.

### Traduzioni e curatele
- Giorgio Nissim, Memorie di un ebreo toscano 1938-1948, Collana Studi storici, Roma, Carocci, 2005, ISBN 978-88-430-3596-0.
- I giusti d'Italia. I non ebrei che salvarono gli ebrei. 1943-1945, a cura di Israel Gutman e Bracha Rivlin, con un messaggio di Carlo Azeglio Ciampi, prefazione di Gianfranco Fini, Collezione Le Scie, Milano, Mondadori, 2006, ISBN 978-88-045-5127-0.

### CD-ROM
- Destinazione Auschwitz. Viaggio nella fabbrica dello sterminio, 2000.

### Filmografia
Liliana Picciotto è coautrice, insieme a Marcello Pezzetti, di film documentari sulla Shoah:
- Memoria, regia di Ruggero Gabbai, 1997
- Gli ebrei di Fossoli, regia di Ruggero Gabbai, 2006
- Il viaggio più lungo. Rodi-Auschwitz, regia di Ruggero Gabbai, 2013
- La razzia. Roma 16 ottobre 1943, regia di Ruggero Gabbai, 2018